# Dariusz Sośnicki

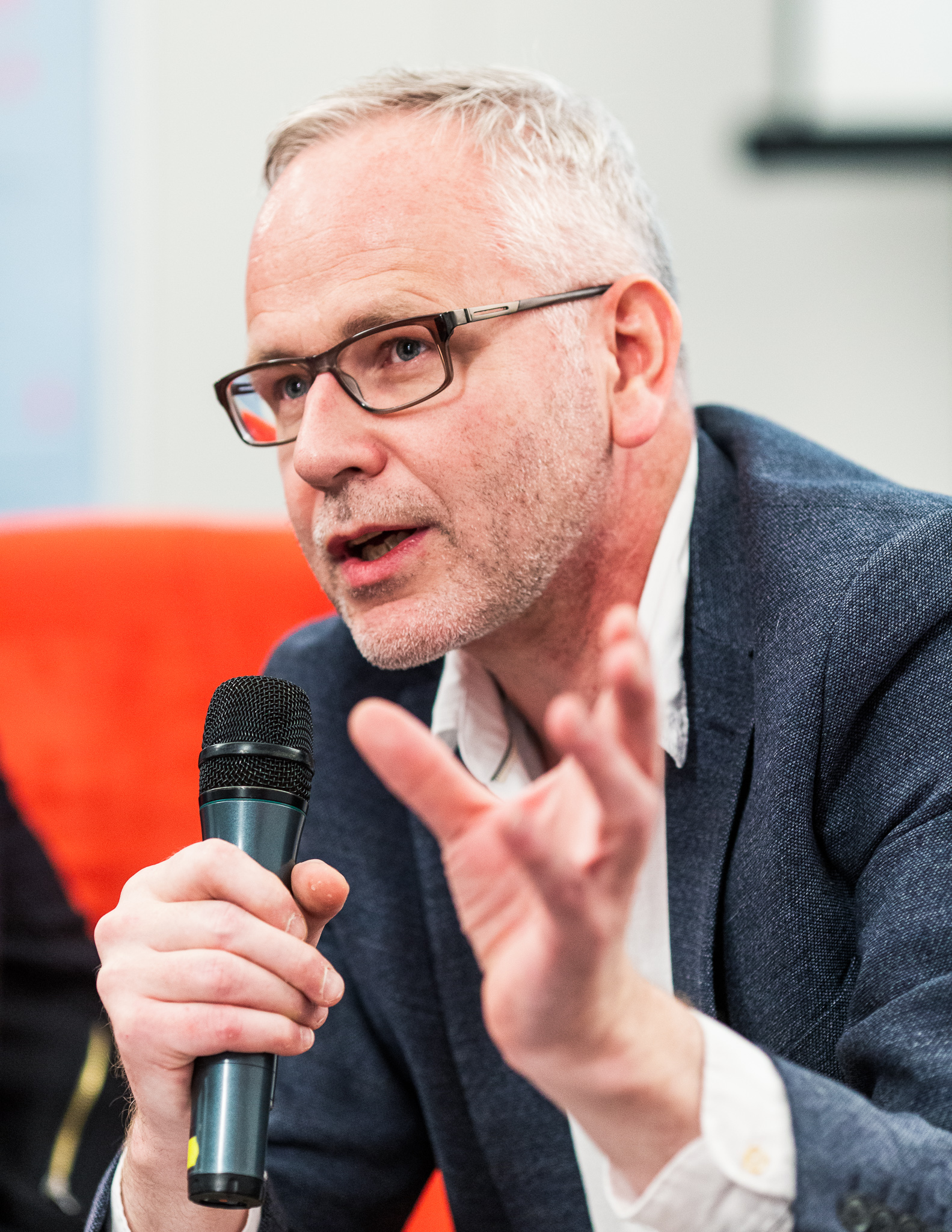
Dariusz Sośnicki (2019)

Dariusz Sośnicki (n. 1969 în Kalisz, Polonia) este un poet polonez. A studiat filosofia la Universitatea „Adam Mickiewicz” din Poznań. A publicat numeroase volume de poezie. Versurile sale și exegezele literare au apărut în numeroase reviste și antologii, fiind traduse și în alte limbi. Este laureat, printre altele, al Premiului „Vremea Culturii” pentru cel mai bun debut al anului 1994, nominalizat la Premiul Paszport Polytki (Pașaportul revistei „Polityka”) pentru volumul Symetria (Simetria). A fost redactor al revistei de artă "Już jest jutro" ("Este deja mâine") (1990-1994) și al bisăptămânalului literar "Nowy Nurt" ("Noul Curent") (1994-1996). Începând din anul 2005 este redactor al Editurii W.A.B.(Varșovia),ocupându-se de proza poloneză contemporană.